# Bakhtyar Khudojnazarov
Bajtiyor Judoynazárov (transcrito al inglés Bakhtyar Khudojnazarov, en tayiko: Бахтиёр Худойназаров, 29 de mayo de 1965 - 21 de abril de 2015) fue un director de cine, productor y guionista de Tayikistán. Su película más famosa internacionalmente es la comedia Luna Papa (1999), aunque fue con su película Kosh ba kosh (1993) con la que ganó un León de Plata en el Festival de Cine de Venecia. En 2000 fue miembro del jurado en el 22.º Festival Internacional de Cine de Moscú.

## Biografía
Nacido el 29 de mayo de 1965 en Dusambé, Judoynazárov trabajó como periodista en radio y televisión, como asistente de dirección en el estudio de cine Tajikfilm. En 1989, se graduó en el departamento de dirección de VGIK, el taller de Ígor Talankin.
Judoynazárov es el único director de Asia Central que se hizo un nombre para el cine tayiko en la década de 1990 y entró en el espacio europeo. Su primer largometraje Hermano (1991) fue filmado en el género de road-movie en el desierto de Asia Central. Según el crítico de cine Andréi Plájov, este modesto trabajo estudiantil en blanco y negro "prevé la sensación de falta de hogar y de orfandad de que Tayikistán pronto se verá envuelto en una guerra consigo mismo". La película recibió varios premios en festivales internacionales de cine. La segunda película Kosh-ba-kosh (1993), filmada durante los conflictos étnicos en Tayikistán, narra "una vida joven que intenta acostumbrarse a la guerra, sobre la misma soledad y la falta de vivienda, sobre el amor". Esta película le valió a Judoynazárov el León de Plata en el Festival de Cine de Venecia en 1993.
Desde 1993, Bajtiyor Judoynazárov dividió su vida entre Moscú y Berlín. El 20 de octubre de 2014, los médicos le diagnosticaron cáncer de hígado. Judoynazárov murió el 21 de abril de 2015 en una clínica en Berlín, a los 49 años. El funeral se llevó a cabo en la Iglesia Ortodoxa de Constantino y Elena y fue enterrado en el cementerio ruso de Tegel en Berlín.

## Filmografía
- Hermano (Братан, 1991)
- Kosh ba kosh (Кош-ба-кош, 1993)
- Luna Papa (Лунный папа, 1999)
- Shik (Шик, 2003)
- Tanker Tango (Танкер Танго, 2006)
- Waiting for the Sea (В ожидании моря, 2012)
- Hetaera of Major Sokolov (Гетеры майора Соколова, 2014) (miniserie)

## Premios y distinciones
Festival Internacional de Cine de Venecia
| Año  | Categoría     | Película     | Resultado |
| ---- | ------------- | ------------ | --------- |
| 1993 | León de Plata | Kosh ba kosh | Ganador   |